# PGC 1373551
LEDA/PGC 1373551 ist eine Galaxie im Sternbild Löwe auf der Ekliptik. Sie ist schätzungsweise 712 Millionen Lichtjahre von der Milchstraße entfernt. Im selben Himmelsareal befinden sich u. a. die Galaxien NGC 3130, IC 595, IC 596.